# Астраханская улица (Орск)
Астраха́нская у́лица — улица в Советском районе города Орска Оренбургской области. Расположена в северо-западной части входящего в состав города посёлка Нагорный. Названа именем города Астрахань.
Улица начала застраиваться в конце 1930-х годов. В настоящее время на улице расположено более 40 частных жилых домов.